# 1239

Els Estats croats al voltant de 1240–41

## Naixements
- 17 de juny -Londres, Regne Unit: Eduard I d'Anglaterra, rei d'Anglaterra (m. 1307).[1]
- 17 de setembre - Japó: Kujō Yoritsugu, desè shogun.

## Defuncions
- Guillem Umbert III de Montseny, baró de Montseny i de Montpalau.